# Sociedad de Literatura Finesa

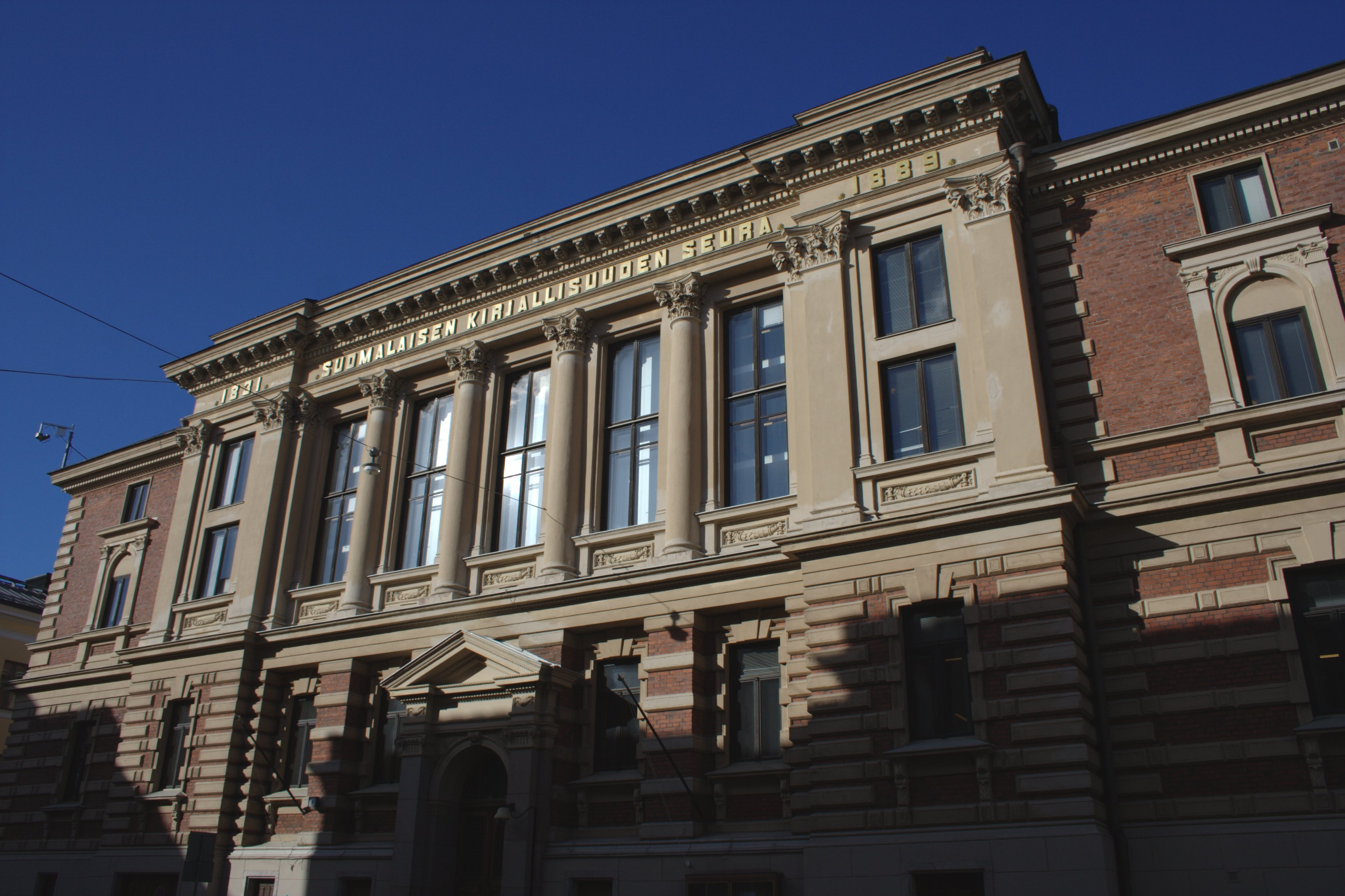
Fachada de la central de la sociedad en Helsinki.

La Sociedad de Literatura finesa (en finés: Suomalaisen Kirjallisuuden Seura o SKS) fue fundada en 1831 para promover la literatura escrita en idioma finés. Entre sus primeras publicaciones estuvo el Kalevala, el poema épico nacional finlandés.